# Akadémik Serguéi Koroliov
El buque Akadémik Serguéi Koroliov en ruso: «Академик Сергей Королёв» (en español: ‘Académico Serguéi Koroliov’ en honor a Serguéi Pávlovich Koroliov, uno de los principales creadores de cohetes y tecnología espacial de la Unión Soviética que hizo que la Unión de Repúblicas Socialistas Soviéticas fuese una potencia en la investigación del cosmos y en el desarrollo y exploración espacial humana, y está considerado como el fundador de la cosmonáutica práctica) fue un buque de investigación soviético de control y monitoreo espacial o Vigilship (‘Veladora’) que se dedicaba a detectar y recibir comunicaciones por satélite. Formaba parte del complejo de comando y medición de la Unión Soviética y estaba diseñado para controlar el vuelo de las naves espaciales, lo que incluye la emisión de comandos ejecutivos, la realización de mediciones telemétricas y de trayectoria y el mantenimiento de la comunicación de voz del Centro de control de vuelo con las tripulaciones de naves y estaciones espaciales. A bordo de la embarcación se encontraba el Grupo de Operaciones del Centro de Control de la Misión y, de ser necesario, las capacidades técnicas de la embarcación permitieron asumir las funciones del Centro de Control de la Misión de la Nave espacial. Realizó también investigaciones en la atmósfera superior y el espacio exterior. Era uno los buques que formaban la Flota Naval Espacial de la Unión Soviética que se completaba con los siguientes buques: Kosmonavt Vladímir Komarov, Kosmonavt Yuri Gagarin, Akademik Nikolái Piliuguin, Kosmonavt Pável Beliáyev', Kosmonavt Gueorgui Dobrolski', Kosmonavt Víktor Patsáyev (en uso), Borovichí, Kegostrov, Morzhovets, Nével, Marshal Nedelin y Marshal Krylov.
El Akadémik Serguéi Koroliov, denominado «proyecto 1908», pertenecía a la Academia de Ciencias de la Unión Soviética fue construido en la Planta de Construcción Naval del Mar Negro en Mykolaiv entrando en servicio el 26 de diciembre de 1970. El buque constaba de dos plataformas y cuatro cubiertas con una superestructura de proa y popa. El casco del barco estaba dividido mediante mamparos transversales estancos en catorce compartimentos. En proa se ubicaba el puente de navegación, la estación de radio del barco y los camarotes para el personal de la tripulación y de las expediciones. En popa estaba el centro de transmisión de radio y más cabinas de tripulación. Las cubiertas y las plataformas están conectadas por escaleras y cinco montacargas.
El propósito principal de la embarcación era el proporcionar control operativo de las naves espaciales midiendo los parámetros de la trayectoria del movimiento, recibiendo y procesando información telemétrica, proporcionar comunicación con los tripulantes de las naves espaciales y transmitir información de comando cuando estas se encontraban fuera de la zona de visibilidad de radio del complejo de control automatizado basado en tierra, realizar investigaciones de las capas superiores de la atmósfera y el espacio exterior. La principal zona de trabajo era el Océano Atlántico.

## Historia
El avance del programa espacial desarrollado por la Unión Soviética hizo necesario resolver el problema de seguimiento de las diferentes naves cuando estás sobrevolaban el Océano Atlántico al quedar este alejado del territorio de la Unión Soviética. Los cálculos balísticos pusieron de manifiesto que las naves espaciales que orbitaban la Tierra pasaban 6 veces, de las 16 que daban la vuelta al planeta, al día sobre dicho océano. Durante ese recorrido, el seguimiento y contacto con las naves se deterioraba considerablemente. Ya en 1959, surgió el problema de no poder observar y controlar lo que los expertos denominan «segundo lanzamiento», que es cuando se lanza la etapa superior que lleva a una nave espacial desde una órbita intermedia a la trayectoria requerida y para los cohetes lanzados desde la Unión Soviética concurría sobre el Golfo de Guinea. La solución al problema fue la creación de un centro de seguimiento aeroespacial flotante, un control de misión, capaz de supervisar los vuelos espaciales desde cualquier punto de la Tierra, de donde surgió la Flota Espacial de la Unión Soviética de la que formaba parte el Akadémik Serguéi Koroliov.
El 13 de septiembre de 1968 el Comité Central del PCUS y del Consejo de Ministros de la Unión Soviética publicaban un decreto que trataba 

Sobre la creación de puntos de medición flotantes para apoyar el trabajo en el complejo N1-L3 para apoyar el trabajo en el segundo programa de investigación lunar soviético.

Poco después el Ministerio de defensa de la Unión Soviética ordenaba la construcción de un buque que pudiera establecer las comunicaciones y enlaces precisos con las naves espaciales cuando sobrevolaban área terrestres en las que desde las estaciones de tierra de la Unión Soviética las comunicaciones eran deficientes, en concreto el Océano Atlántico aunque la directriz fue que pudiera realizar sus funciones en cualquier mar del mundo, el proyecto surgido fue denominado proyecto 1908 código «Canopus» (haciendo referencia a la estrella Canopus que no es visible desde ningún punto del territorio de la entonces Unión Soviética). El buque encargado fue bautizado con el nombre de «Académico Serguéi Koroliov» en honor a Serguéi Pávlovich Koroliov, uno de los principales creadores de cohetes y tecnología espacial de la Unión Soviética que hizo que la Unión de Repúblicas Socialistas Soviéticas una potencia en la investigación del cosmos y el desarrollo y exploración espacial humana, está considerado como el fundador de la cosmonáutica práctica.
El proyecto 1908 fue desarrollado en la Oficina Central de Diseño «Chernomorsudoproekt» en la responsable de la misma, Serguéi Mitrofánovich Kozlov, fue designado diseñador jefe del proyecto junto al diseñador jefe adjunto Yuri Teodorovich Kamenetsky. El buque se construyó en los Astilleros del Mar Negro Chernomorsky, ubicado en la ciudad ucraniana de Nikolaev y en participaron en el proyecto alrededor de 200 desarrolladores y proveedores. El 1 de julio de 1969 comenzaron los trabajo a flote con la instalación técnica. El Akadémik Serguéi Koroliov fue entregado el 28 de diciembre de 1970. Fue construido bajo los auspicios de la Dirección Central de Activos Espaciales, más conocida con la abreviatura «TsUKOS» de la Dirección Central de Instalaciones Espaciales del Ministerio de Defensa que desempeñaba un importante papel en el sistema de control general de las naves espaciales mediante los puntos de control ubicados por todo el mundo. Junto al Akadémik Serguéi Koroliov se estaban construyendo, el astillero del Báltico en Leningrado, los buques cosmonauta Yuri Gagarin y cosmonauta Vladimir Komarov con los mismos fines. Su construcción duro dos años, nueve meses y 8 días.
El 18 de marzo de 1971 salió en su primera expedición, que duró 205 días, para encargarse de la estación espacial Saliut. Su último viaje fue del 19 de abril al 28 de octubre de 1991. En los de 20 años de vida útil, en la que se implementaron tres actualizaciones de equipos especiales, realizó un total de veintidós expediciones con una duración de uno a once meses. En este tiempo el Akadémik Serguéi Koroliov participó en la implementación de numerosos proyectos «espaciales» de la Unión Soviética.
El Akadémik Serguéi Koroliov, junto a otros buques de la Flota Espacial, tuvo una participación destacada en las misiones espaciales soviéticas ‘Luna 20’, ‘Venera 8’ ‘Soyuz’ y ‘Saliut 7’ así como en el programa espacial conjunto soviético-estadounidense Apolo-Soyuz.
El 27 de mayo de 1983, cuando se encontraba en su decimotercer viaje expedicionario la tripulación del Akadémik Serguéi Koroliov intervino con éxito en la recuperación de la nave espacial de transporte Progress-13 que llevaba suministros a la estación Salyut-7, que se había desviado de su ruta, mandando, en la última oportunidad de hacerlo, las instrucciones pertinentes que hicieron retorna a la nave a la órbita precisa para acoplarse con la estación espacial.
En julio de 1988 colaborando con los buques de la flota espacial Kegostrov y Kosmonavt Georgy Dobrovolsky colaboró en el lanzamiento de las estaciones espaciales automáticas Phobos-1 y Phobos-2 que tenían la misión del estudio de Marte y sus satélites, controlando activación de las etapas impulsoras de los cohetes portadores.
En diciembre de 1991 se produce la disolución de la Unión Soviética y la independencia de Ucrania. El buque Akadémik Serguéi Koroliov pasa a depender del gobierno ucraniano y se asigna al Ministerio de Defensa. Al carecer Ucrania de programa espacial el buque queda inactivo y en 1996 se vende para de chatarra. En 1996, el Akadémik Serguéi Koroliov, renombrado como Orol, partió del puerto de Ilyichevsk destino a la localidad india de Alang a donde llegó en julio de 1996 y comenzó a ser desguazado el 18 de agosto.

## Características técnicas
El Akadémik Serguéi Koroliov estaba construido sobre la base del casco del buque de carga seca del proyecto 1568 extendido y alargado. Se alargó 12,3 metros, se añadieron 1,6 metros en cada lateral y se añadieron 3 cubiertas, 5 plataformas y 5 mamparos estancos. Esto hizo que el buque quedara dividido en 14 compartimentos, y contara con cuadro cubiertas y dos plataformas. Las cubiertas y las plataformas están conectadas por escaleras y cinco montacargas. Formado por dos superestructuras, en la proa se ubicaba el puente de navegación, la estación de radio del barco y los camarotes para el personal de mando de la tripulación y de las expediciones que se hallaban, principalmente, en las cubiertas principal y de botes, donde también se ubicaban la parte principal de los laboratorios. En la de popa estaba el centro de transmisión de radio y más cabinas de tripulación. Contaba con 1200 espacios, de los cuales 79 estaban destinados albergar los 85 laboratorios con los que contaba la nave.
El buque estaba diseñado para tener área de navegación ilimitada y alta navegabilidad. Contaba con una hélice de proa que le permitía mantener un rumbo fijo, necesario en tareas ce comunicación espacial, en condiciones de deriva o de baja velocidad. La propulsión se realizaba mediante una hélice que se encontraba en un canal transversal que cruza el casco del barco en la proa. En popa tenía dos hélices que le garantizaban la estabilidad en velocidades de hasta 3 nudos. Con diferentes dispositivos auxiliares de navegación, basados principalmente en giroscopios, se lograba que los ángulos de rumbo, guiñada, balanceo y cabeceo se muestran con una precisión de 3 minutos. Otros dispositivos optoelectrónicos median la deformación de la nave debida a las condiciones del mar y del viento. Todas estas informaciones se usaban para mantener fijas las diferentes antenas. Todo ello hacía que el Akadémik Serguéi Koroliov pudiera dar servicio con olas de categoría 7 y vientos de hasta 20 metros por segundo.
Tenía dos grandes antenas parabólicas de un diámetro de 12 metros y 175 toneladas de peso, una de ellas pertenecía al sistema de comando y medición y la otra al de comunicaciones por satélite. En proa se ubicaba una pequeña parabólica de 2,1 metros de diámetro destinada al complejo de mando y medición. El sistema de computación estaba basado en dos ordenadores Elbrus y el control de los complejos radiotécnicos del barco estaba automatizado. Tenía capacidad de realizar un control automático de la ruta mediante un sistema de posicionamiento por satélite, un estabilizador giroscópico que puede mantener un nivel de ±3° y una computadora conectada a ellos cuando envía comandos fuera de la atmósfera. Para mantener la estabilidad y la posición durante la comunicación, el casco estaba equipado con un propulsor lateral en el proa y dos propulsores laterales en la popa.
Participaron compañías de toda la Unión Soviética, los sistema de radio fueron de Mezon y Rumb de Moscú, en Leningrado se realizaron los equipos de soporte giratorio para los sistemas de las grandes antenas parabólicas que de construyeron en Gorky.
El Akadémik Serguéi Koroliov' tenía la capacidad de proporcionar una comunicación bidireccional simultánea y control de objetos espaciales a una distancia de hasta 400 000 kilómetros en dos rangos de frecuencia, siendo el primer sistema de comunicación que lo hizo en el mundo.
El barco tenía 189,9 metros de eslora, 25 metros de manga, 7,93 metros de calado, 13,2 metros de francobordo y desplazaba 21 460 toneladas a una velocidad de crucero de 17,5 nudos, un rango de crucero de 22 500 millas y una autonomía de 120 días con 123 tripulantes y 180 investigadores. Portaba, para mantener su autonomía con su equipamiento de personal:
- 3600 toneladas de combustible para el motor
- 1700 toneladas de combustible diésel
- 117 toneladas de aceites lubricantes
- 147 toneladas de agua para la caldera
- 483 toneladas de agua de lavado
- 105 toneladas de provisiones
- 917 toneladas de agua potable

Tenía, además, una planta desaladora con capacidad de hasta 20 toneladas por día. Estaba equipado con una planta de producción energética formada por siete generadores diésel de 100 kW ubicada en la bodega de la parte trasera del casco. El sistema de aire acondicionado era capaz de mantener una temperatura constante de confort en un rango temperatura exterior desde −30 a +35 °C.
El personal que realizaba sus labores en el buque estaba alojado en camarotes individuales y dobles. El Akadémik Serguéi Koroliov contaba para confort de su tripulación de varias instalaciones de ocio ente las que encontraba una sala de cine de 250 butacas, un gimnasio excelentemente equipado, un piscina cubierta y otra al aire libre, biblioteca y sala de lectura, sala de billar y un completo equipamiento médico.

### Equipo de comunicación
El Akadémik Serguéi Koroliov albergaba un complejo sistema de multifuncional de comando y medición que posibilitaba transmitir comandos y programas de control a naves, estaciones y otros objetos espaciales. Podía realizar mediciones de trayectoria, alcance y velocidad radial y posibilitaba el control telemétrico del funcionamiento de los equipos a bordo la comunicación bidireccional por telégrafo y teléfono con tripulaciones de naves espaciales tripuladas, barcos y estaciones orbitales.
La comunicación y el control de satélites artificiales y naves espaciales se realizaron mediante microondas, ondas con un el rango de longitud de onda de un decímetro, con dos antenas parabólicas, una de 2,1 metros de diámetros ubicada en la superestructura de proa y encerrada en un refugio radio-transparente y la otra de 12 metros de diámetro, instalada en el centro del buque en la cubierta del primer nivel de la superestructura con un patrón de radiación de 26 0 con un ancho de 1,5°. Esta antena era la antena principal del sistema de comando y medición mientras que la pequeña estaba destinada a funciones auxiliares. El equipamiento de amplificación de las antenas estaba montados en la cabina debajo del reflector de la antena principal. Para la comunicación y el control, se proporcionó una sala de comunicaciones separada en la parte trasera de la estructura superior. La comunicación con la sala de control en tierra se realizaba mediante la parabólica de 12 metros y el satélite Morniya. Las tres antenas parabólicas tenían estabilizadores en tres ejes, y podían operarse manualmente, así como controlarse y seguirse automáticamente mediante un programa. Las operaciones de telemetría y de comunicación bidireccional con los cosmonautas se realizaba en sistemas separados con sus propias antenas que estaban ubicadas en la cubierta de la superestructura de proa y en la parte de popa de la cubierta del barco.
El Akadémik Serguéi Koroliov estaba equipado con un total de 50 antenas de comunicación varios tipos y propósitos. Había Antenas de onda corta del tipo Ship Shell y V Tube en el centro del casco y de onda media y UHF, incluidas antenas de «anillo cuádruple» a la izquierda y derecha del puente.
La información como las órbitas y las mediciones de satélites artificiales y naves espaciales fue operada por dos computadoras electrónicas y administrada de manera centralizada en una sala de control común dentro de la nave. Aquí, se mostró información de medición, comando y comunicación, se monitorearon los sistemas individuales en el laboratorio y se operaron los teléfonos e interfonos a bordo. Además, los instrumentos de medición y los transmisores de onda corta estaban equipados con un dispositivo de enfriamiento que utiliza nitrógeno líquido.